# جزيرة روزفلت (القارة القطبية الجنوبية)
جزيرة روزفلت هي جزيرة مغطاة بالجليد، بطول حوالى 130 كم في اتجاه شمال-جنوب وعرض 65 كيلومترا وبمساحة 7،500 كم 2 [الإنجليزية]، ومتصلة بالجزء E من الجرف الجليدي روس في أنتاركتيكا. على الجزيرة قمم سلسلة ترتفع بحوالي 550 متر فوق مستوى سطح البحر، ولكن هذا وجميع المرتفعات الأخرى من الجزيرة تغطيها الثلوج تماما، حتى أن الجزيرة هي غير مرئية على مستوى الأرض.
وجود الجزيرة واضح من خلال دراسة كيفية تدفق الجليد فوقها. كان قد سمها من قبل الاميرال ريتشارد بيرد في عام 1934 باسم فرانكلين روزفلت، رئيس الولايات المتحدة آنذاك. بيرد كان زعيم البعثة التي اكتشفت الجزيرة.
جزيرة روزفلت تقع داخل حدود منطقة روس، التي تطالب بها نيوزيلندا.